# شروزليستوك
شروزليستوك (بالإنجليزية: Chrüzlistock)‏ هو أحد جبال سلسلة جبال الألب غلاروس وجزء من القمة الأم بيز غيوف يقع في كانتون غراوبوندن، سويسرا. يبلغ ارتفاع الجبل حوالي 2717 متر، بينما يبلغ ارتفاع نتوء الجبل 245 متر.